# Sultanat de Banten
Pour les articles homonymes, voir Banten et Bantam.
1526–1813
Entités précédentes :
- Royaume de Pajajaran

Entités suivantes :
- Indes orientales néerlandaises

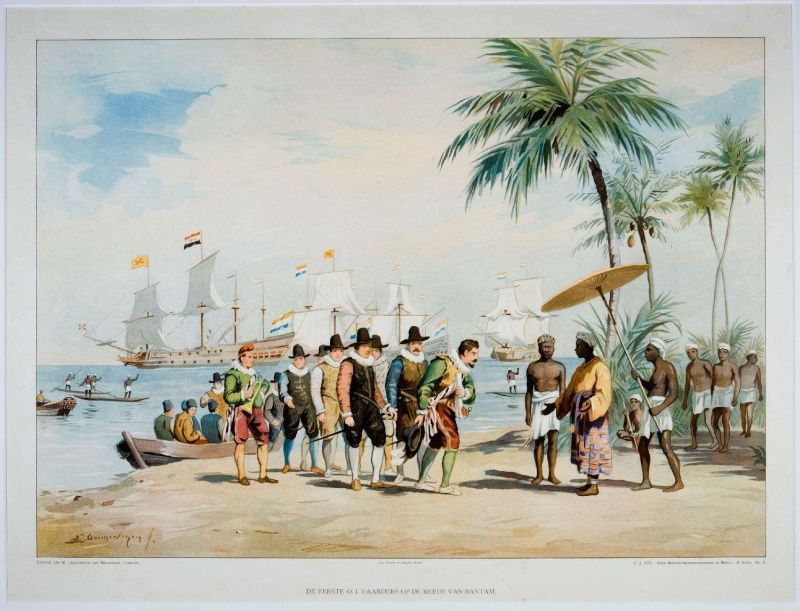
Arrivée de Cornelis de Houtman à Banten

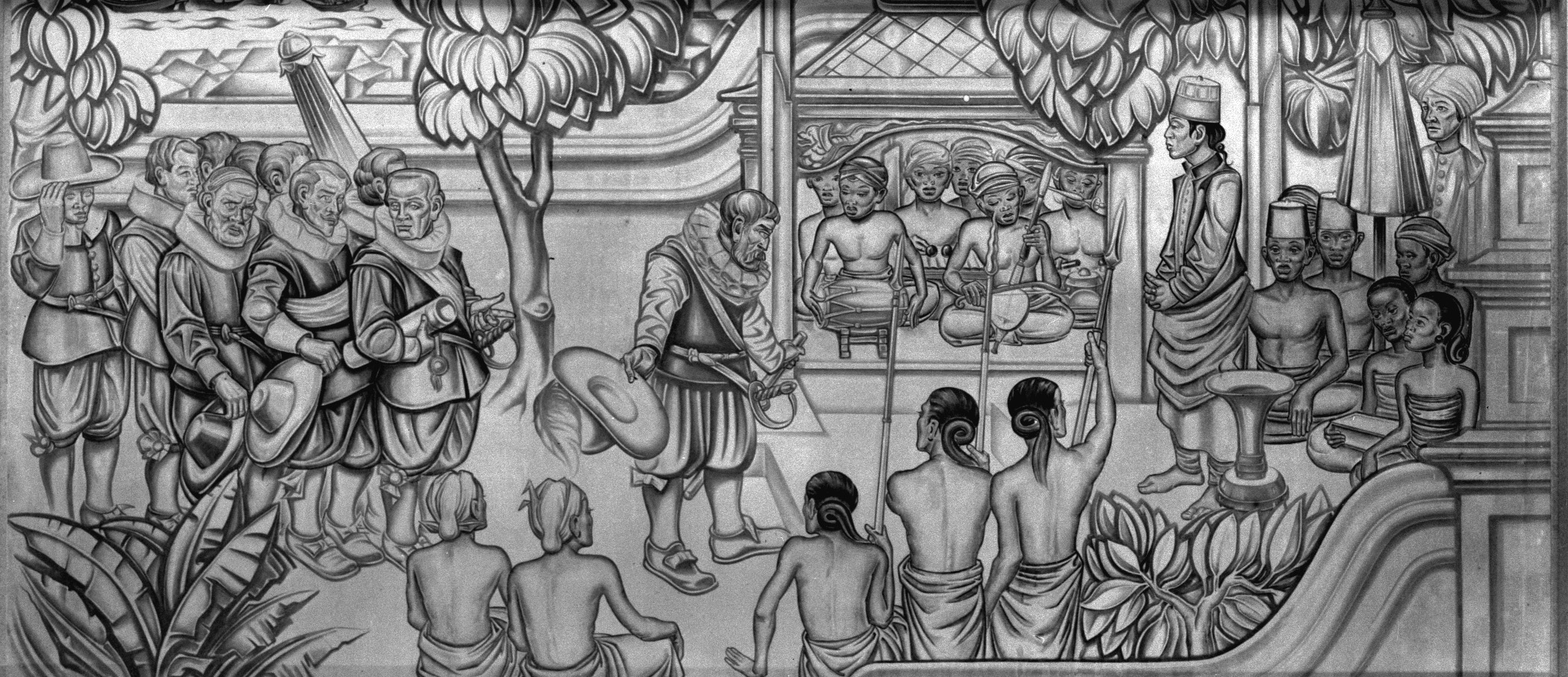
La réception de Cornelis de Houtman à Java en 1595 par Paulides

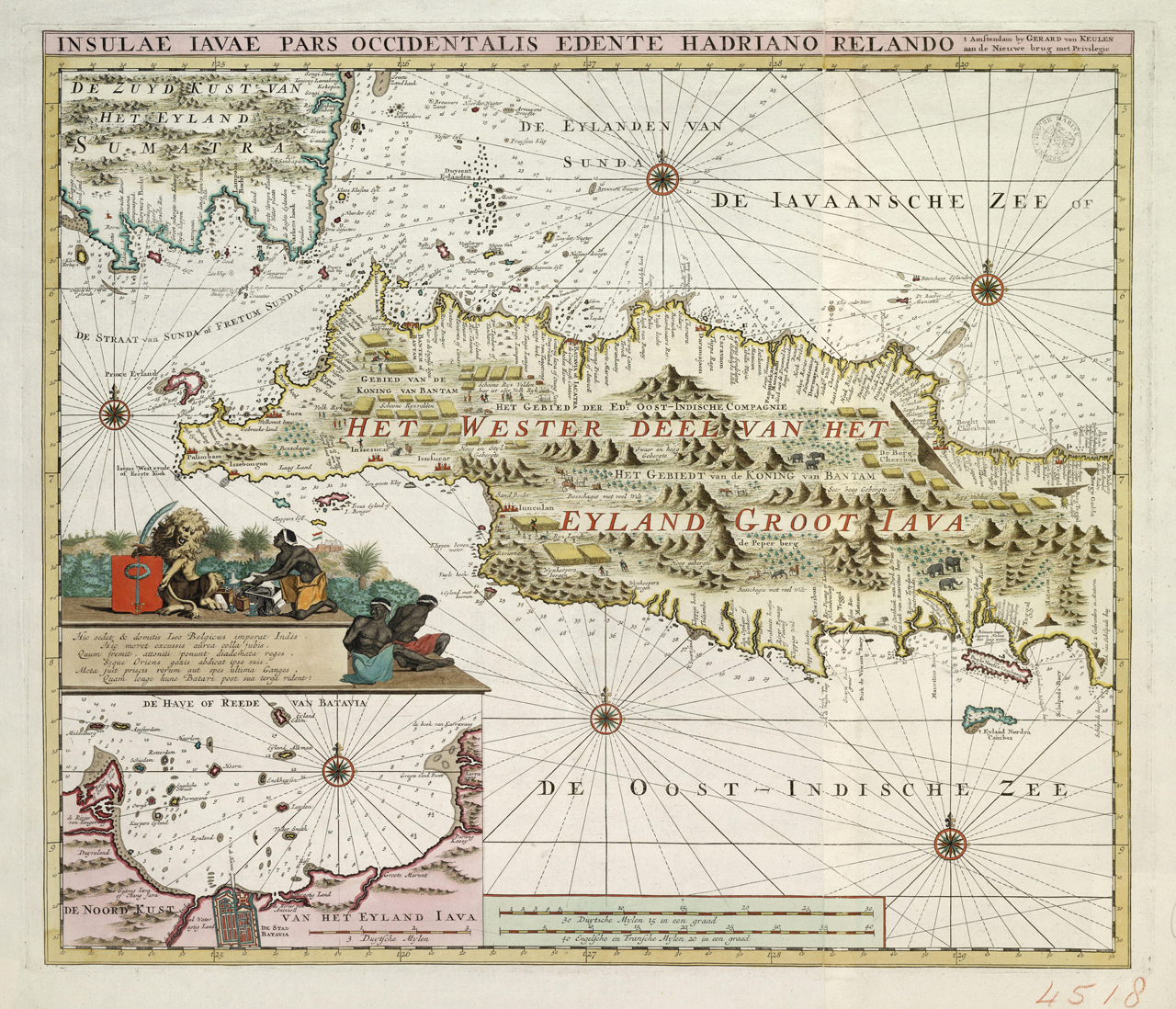
Carte hollandaise de 1718 indiquant comme "gebiedt van de koning van Bantam" ("territoire du roi de Banten") non seulement l'actuelle province de Banten mais aussi la partie méridionale de l'actuelle province de Java occidental

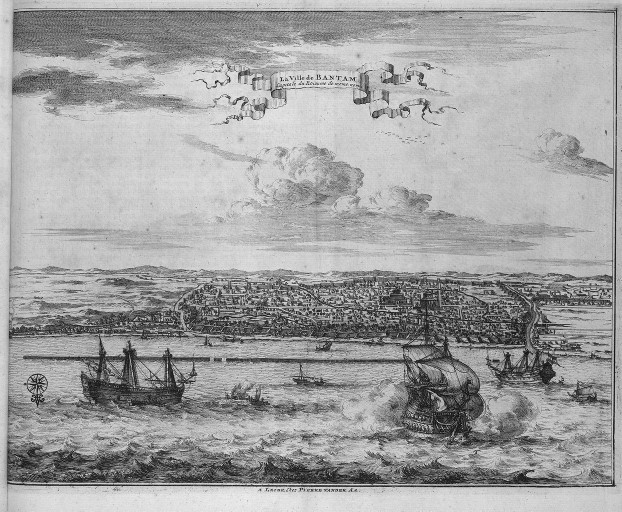
Vue de Banten au XVIIIe siècle

Banten était un royaume dans l'ouest de l'île de Java en Indonésie, connu en Europe sous le nom de Bantam. À son apogée, il était constitué des actuelles provinces de Banten et de Lampung dans le sud de Sumatra.

## Histoire
L'archéologie a révélé l'existence d'un royaume de Sunda, fondé en 932 apr. J.-C. et situé dans la partie nord de la province. Sa capitale était Banten Girang ("Banten amont"), aujourd'hui un site archéologique situé dans les faubourgs sud de Serang, la capitale de la province. Ce royaume devient vassal de Sriwijaya (aujourd'hui Palembang, dans le sud de Sumatra en 1030.
Vers 1400, Sunda est conquis par le royaume hindouiste de Pajajaran, dont il devient un des débouchés maritimes. Son port protégé donne sur le détroit de la Sonde, au travers duquel passe depuis des siècles un important trafic avec l'océan Indien. Situé aussi au débouché de la rivière Cibantam, le port offrait en outre une voie navigable aux embarcations légères vers l'intérieur de Java.
Selon la tradition, le royaume de Banten a été fondé par Sunan Gunung Jati, l'un des neuf "saints" ou Wali Sanga qui, selon la légende, auraient propagé la foi musulmane à Java. Gunung Jati serait né à Pasai, un ancien sultanat dans le nord de Sumatra que Marco Polo avait visité en 1292, constatant que le souverain de ce port était musulman. Quand les Portugais, installés à Malacca qu'ils ont conquise en 1511, occupent Pasai de 1521 à 1524, Gunung Jati se rend à la Mecque.
À son retour, il se rend à Demak, principauté de la côte nord de Java (qu'on appelle Pasisir) fondée à la fin du XVe siècle par un Chinois musulman nommé Cek Ko-po. Gunung Jati épouse une sœur de Trenggana, le souverain de Demak. 
En 1526, à la tête d'une armée, Gunung Jati attaque et conquiert Banten, qui s'était affranchi de Pajajaran. Maulana Yusuf, le 3e souverain de Banten, soumet Pajajaran en 1579, mettant fin au dernier royaume sundanais.
En 1638, le roi Pangeran Ratu prend le titre de sultan.

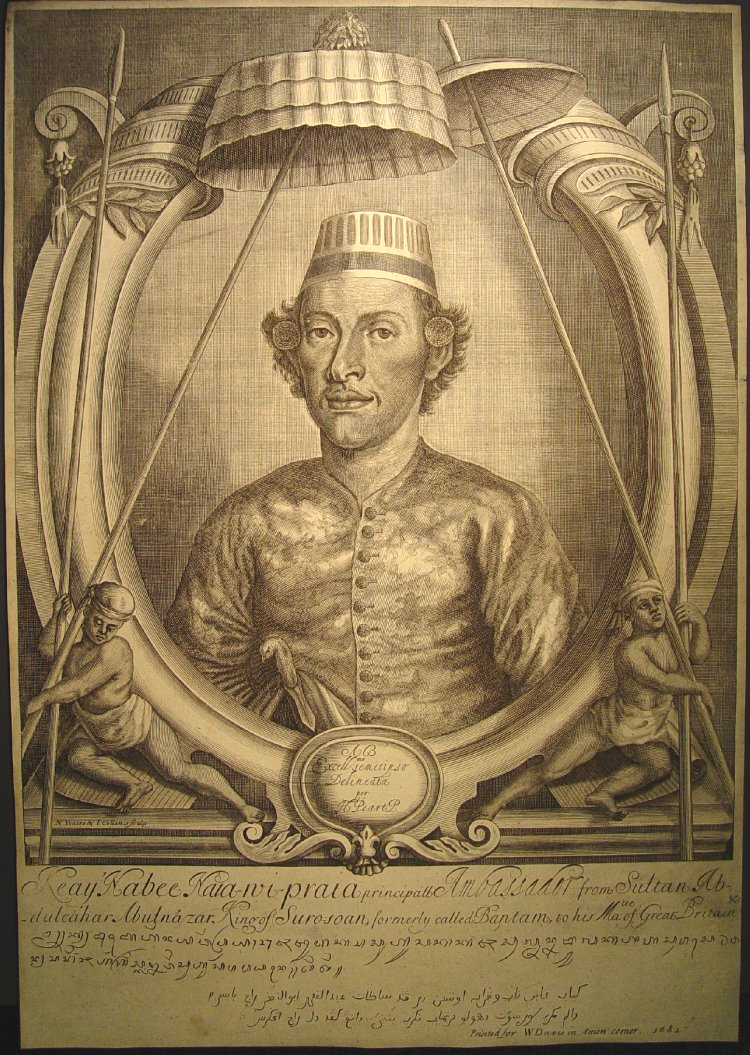
Kiai Ngabei Nayawipraya, un des deux envoyés de Banten auprès du roi d'Angleterre en 1682

Au XVIIe siècle, Banten est un État prospère, grâce à la culture du poivre, une de ces épices si prisées qui ont valu l'arrivée des Européens dans l'archipel indonésien. Les Anglais y établissent un poste de commerce permanent en 1603. Deux ambassadeurs de Banten sont reçus à la cour d'Angleterre en 1682. Outre une partie de Java Ouest, le sultanat contrôle ce qui constitue l'actuelle province de Lampung dans le sud de Sumatra. Les Hollandais finissent par imposer leur suzeraineté au sultanat. En 1813, Banten est intégrée au territoire des Indes néerlandaises. Son dernier sultan est envoyé en exil à Surabaya par les Hollandais en 1832.
Les Hollandais favorisent le développement de Batavia, ce qui contribue au déclin de Banten. Aujourd'hui, l'ancienne capitale de Banten n'est plus qu'une bourgade de pêcheurs, économiquement supplanté par le port voisin de Merak.

## Littérature
L'histoire de Max Havelaar, un roman publié en 1860 sous le nom de plume de Multatuli par l'écrivain néerlandais Eduard Douwes Dekker pour dénoncer les abus du système colonial hollandais, se déroule dans la province de Banten.